# Otočić Dužac (ö i Kroatien, Zadars län)
Otočić Dužac är en ö i Kroatien.   Den ligger i länet Zadars län, i den sydvästra delen av landet, 200 km sydväst om huvudstaden Zagreb.